# Phyaces comosus
Genre
Espèce
Phyaces comosus, unique représentant du genre Phyaces, est une espèce d'araignées aranéomorphes de la famille des Salticidae.

## Distribution
Cette espèce est endémique du Sri Lanka.

## Description
Les mâles mesurent de 2,72 à 2,96 mm et les femelles de 2,72 à 3,16 mm.

## Publication originale
- Simon, 1902 : Description d'arachnides nouveaux de la famille des Salticidae (Attidae) (suite). Annales de la Société Entomologique de Belgique, vol. 46, p. 24-56 & 363-406 (texte intégral).